# Rhododendron hoi
Rhododendron hoi är en ljungväxtart som beskrevs av Wen Pei Fang. Rhododendron hoi ingår i släktet rododendron, och familjen ljungväxter. Inga underarter finns listade i Catalogue of Life.